# قارچ‌های لب‌شتری
قارچ‌های لب‌شتری (نام علمی: Taphrinomycotina) نام یک گونه از شاخه قارچ‌های کیسه‌ای است.